# Cê Que Sabe
"Cê Que Sabe" é uma canção do cantor sertanejo Cristiano Araújo. O lançamento oficial ocorreu no dia 19 de maio de 2014 pela ITunes Store, e foi contada como o primeiro single do álbum In the Cities - Ao Vivo em Cuiabá.

## Conteúdo e produção
A produção da música, assim como da canção "Maus Bocados", é do Dudu Borges, que também ficou responsável pela produção musical do novo DVD do Cristiano. Já dá pra notar, a partir da "Maus Bocados" e agora com a "Cê que sabe" uma preocupação do Cristiano e da sua equipe em mostrar um trabalho ainda mais sério e consistente. E com qualidade suficiente para corresponder às altas expectativas do mercado com relação ao trabalho dele, que pelo menos nas conversas de bastidores é um dos artistas mais bem cotados da atualidade.
Cristiano também falou sobre o sentimento de mais um lançamento após o sucesso de "Maus Bocados".
| “ | "Lançar uma música depois de 'Maus Bocados' é complicado. Ela é um divisor de águas na minha carreira. Mas é uma música que a gente escolheu com muito carinho, com muito amor, e o importante é apenas as pessoas entenderem que é uma aposta, de um trabalho demorado, feito com muito amor e carinho”. | ” |

## Videoclipe
O videoclipe foi lançado no dia 12 de maio de 2014 no canal oficial do cantor no Youtube. O vídeo simples apresenta o cantor interpretando a canção em um estúdio, seus músicos, backing vocals e o produtor Dudu Borges. Essa é a segunda música resultante da parceria entre Cristiano e Dudu. Mantendo a linha proposta pelo cantor nos últimos tempos, a canção segue a trilha do romantismo. Após a morte do cantor, o videoclipe foi considerado como uma despedida do cantor e a frase "O que temos pra hoje é saudade"  marcada quando ele e sua namorada Alanna morreram em um acidente de carro, em 2015.

## Lista de faixas
| Download digital no iTunes |               |         |  |
| N.º                        | Título        | Duração |  |
| 1.                         | "Cê Que Sabe" | 2:29    |  |

## Desempenho nas tabelas musicais
| Tabela musical (2014)                     | Melhor posição |
| ----------------------------------------- | -------------- |
| Brasil - Billboard Brasil Hot 100 Airplay | 4              |